# 宇都宮少年少女合唱団
宇都宮少年少女合唱団（うつのみやしょうねんしょうじょがっしょうだん、英文名称：The Little Singers Utsunomiya）は、栃木県宇都宮市を拠点として活動する児童合唱団。1955年（昭和30年）、ウィーン少年合唱団の宇都宮市における来日公演に感銘を受けた学校教諭により、男子児童のみの少年合唱団である宇都宮少年合唱隊（うつのみやしょうねんがっしょうたい）として創立される。
1976年（昭和51年）に女子児童を含めた混声合唱へ変更し、宇都宮児童合唱団（うつのみやじどうがっしょうだん）へ改称。1993年（平成5年）に現名称「宇都宮少年少女合唱団」へ改称した。

## 概要

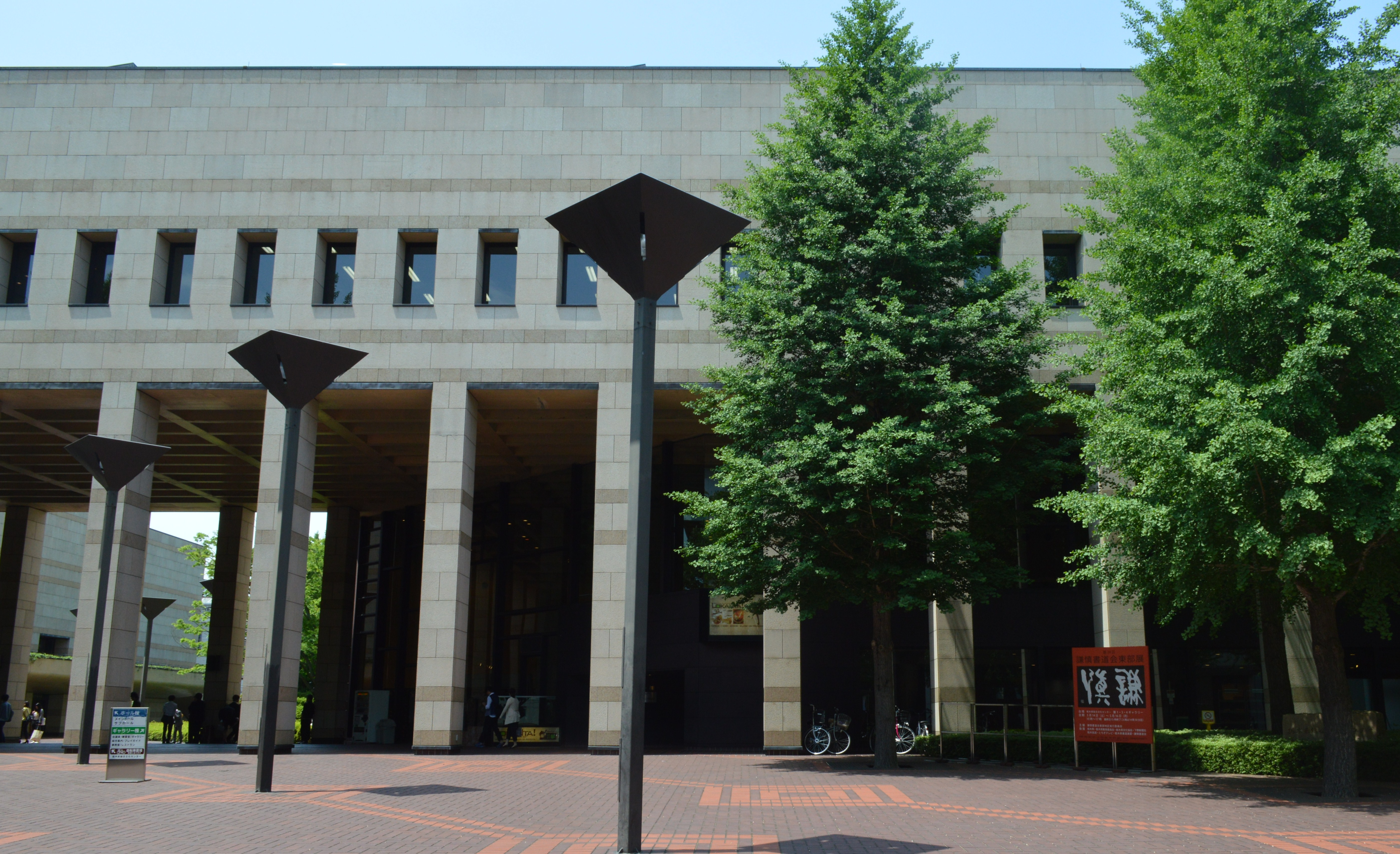
活動拠点であり、毎年定期演奏会を行う栃木県総合文化センター（宇都宮市）

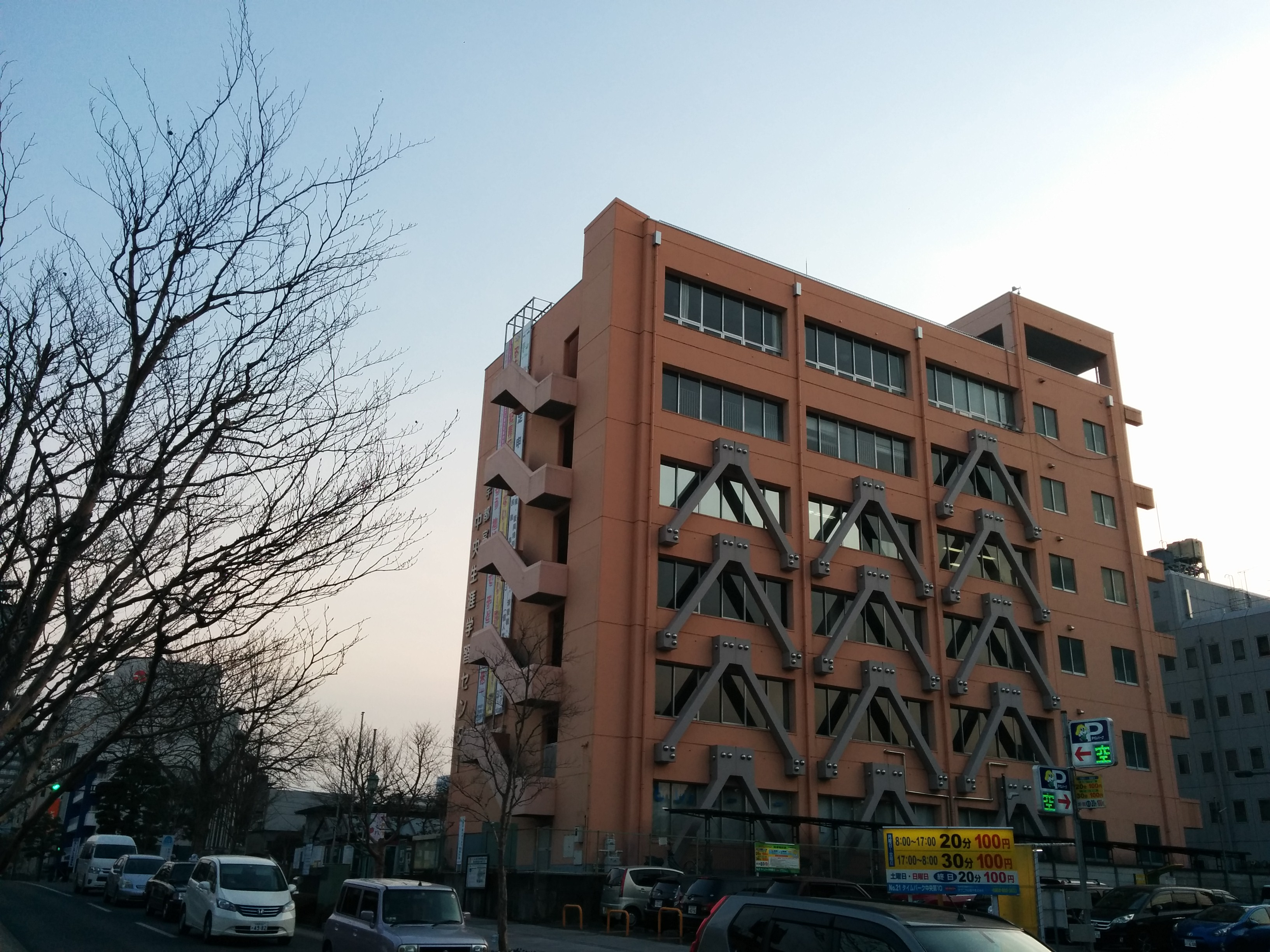
活動拠点である宇都宮市中央生涯学習センター（宇都宮市中央1丁目）
アップライトピアノを備えたホールが2つある。

第二次世界大戦後に東京都外で設立された男子児童のみの少年合唱団としては、1950年代設立と早期のものである。1950年代から1960年代にかけては、日本でもウィーン少年合唱団に代表される少年合唱団ブームが起き、日本国外の少年合唱団の来日公演に感銘を受けた指導者により、日本国内でも全国各地で男子児童のみの少年合唱団が多数結成されたが、団員不足などにより女子児童を含む混声合唱へ移行した少年合唱団が多く、当合唱団もそのひとつである。なお栃木県内では、1960年代に栃木少年合唱団（1962年創立、2009年解散）、足利少年合唱団（1966年5月創立、現：足利少年少女合唱団）が結成されている。
小学校1年生以上の男女児童が入団可能で、小学生を中心に高校生までの団員が所属する。2020年代の団員数は約20～30人台で推移している。男女ともコンサート用の制服があり、制服の青いエンブレムには「The Little Singers Utsunomiya」の文字、八分音符「♫」を180度回転させて宇都宮の頭文字「U」に見立てた赤いマーク、音楽神アポロンのシンボルである月桂樹の葉と2つの星が刺繍されている。
栃木県総合文化センターおよび宇都宮市中央生涯学習センターを主な拠点とし、毎週土曜日午後に集まり合唱の練習を行っている。長年続く行事として、学校が夏休みとなる8月中旬には毎年、塩原温泉郷（栃木県那須塩原市）で夏季合宿練習を行っている。
県内の児童合唱団が加盟する栃木県少年少女合唱連盟（1971年設立、宇都宮市）に加盟し、毎年11月下旬の「栃木県少年少女合唱連盟合同演奏会」に参加している。そのほか、市内の合唱団が加盟する宇都宮市民合唱協会（1973年設立）にも加盟している。
また、毎年11月上旬の「うつのみやジュニア音楽祭」、毎年12月下旬の東武宇都宮百貨店におけるクリスマスミニコンサートなど、市内・県内の合唱イベントに参加している。
年度末の毎年3月には、1年の総仕上げとして栃木県総合文化センターで定期演奏会を行う。2025年（令和7年）には地域に愛されて創立70周年を迎え、翌2026年（令和8年）3月22日に「創立70周年記念定期演奏会」を開催。
楽曲のレパートリーも広く、合唱曲をはじめ、ミュージカル・音楽劇、童謡・唱歌、またJ-POPやアニメソングも取り入れている。

## 活動目標
1. 合唱を通して心の豊かな子どもの育成を図る[9]
2. 子ども一人一人の課題に合った指導を行う[9]
3. 団員の親睦を図り友達づくりができる活動を行う[9]
4. 合唱団や練習会場の決まりを守り社会性を身に付ける[9]

## 年間活動
- 4月：入団式[9]
- 4 - 5月：仲間づくり、合唱の基礎を身に付ける[9]
- 5月：保護者会総会[9]
- 6 - 7月：斉唱・合唱練習、声づくりを行う[9]
- 8月：夏季合宿練習[2][9]
- 8 - 9月：ゲスト指導者を招き、響きあるハーモニーを目指す[9]
- 10 - 12月：地域のコンサート出演、豊かな表現を目指す[9]
  - 11月：うつのみやジュニア音楽祭（宇都宮市文化会館）[9]
  - 11月：栃木県少年少女合唱連盟合同演奏会[9][10]
  - 12月：クリスマスミニコンサート（東武宇都宮百貨店）[9]
- 1 - 3月：定期演奏会に向け、感動を伝えるべく練習を行う[9]
  - 3月：定期演奏会（栃木県総合文化センター）[9]

## 栃木県のその他の児童合唱団
- 足利少年少女合唱団（足利市）[10][14] - 1965年5月結成[4]。1966年5月に足利少年合唱団[4]、1969年7月に足利少女合唱団が発足[4]、のち合併して混声合唱となり現名称へ改称[4]。小学校2年生から高校3年生の男女児童が在籍し、2023年度からは幼稚園・保育園年長から小学校2年生が対象の「ジュニアクラス」が新設された[5]。
- 小山児童合唱団（小山市） - 1970年結成。小学生から大学生までが在籍し、小山市立小山第一小学校を拠点に活動している。
- 那須野が原少年少女合唱団（大田原市） [15] - 1978年に「西那須野少年少女合唱団」として創立[16]、県内外のみならず日本国外での公演も行う[16]。2002年4月に「那須野が原少年少女合唱団」となる[16]。入団は小学生から中学生までの男女児童（住所は問わず）で、那須野が原ハーモニーホールを拠点に活動している[17]。
- 今市少年少女合唱団（日光市）[10][18] - 1979年に国際児童年を記念し、今市市（当時）で結成[10][18]。今市地区（旧今市市域）と近隣に在住する小学校1年生から高校3年生のの男女児童が在籍し、中央公民館を拠点に活動している[18]。
- 日光少年少女合唱団（日光市）[10][19] - 1995年に、学校週5日制実施に伴う土曜日の有効活用と生涯学習の一環として結成[19]。日光地区（旧日光市域）と近隣に在住の小学校1年生から高校3年生の男女児童が在籍し、日光公民館（日光行政センター内）を拠点に、第1・第3土曜日の月2回練習している[19]。
- 壬生少年少女合唱団（下都賀郡壬生町） - 1984年結成。城址公園ホール（壬生中央公民館内）、南犬飼地区公民館を拠点に活動している[20]。
- 上三川少年少女合唱団（河内郡上三川町）[21] - 1992年7月、上三川町・同町教育委員会および、町内小中学校の有志により結成[22]。上三川町を代表する合唱団の育成を目的に、上三川町中央公民館を拠点に活動[22]。
- 氏家少年少女合唱団（さくら市）[23] - 1984年に塩谷郡氏家町（当時）で結成[23]。小学生から高校生の男女児童が在籍し、氏家公民館を拠点に練習し[23]、市内・県内で演奏会やイベント出演を行っている[24]。栃木県少年少女合唱連盟の「栃木県少年少女合唱連盟合同演奏会」にも参加[24]。
- 鹿沼ポコ・ア・ポコ合唱団（鹿沼市）- 小学生から大学生まで在籍する少年少女合唱団[10]。1998年結成。
- 佐野少年少女合唱団♪dolce♪（ドルチェ）（佐野市）[25][26] - 2014年5月10日結成の新しい合唱団[27]。主に市内の小学校3年生から中学校3年生までの男女児童が在籍し、幼稚園・保育園年長から小学校2年生が対象の年少クラス「バンビ」もある[25][27]。佐野市民音楽祭[28]や佐野市民文化祭[29]など市内の行事に出演し[27]、両毛地域の民謡「八木節」をアレンジしたオリジナル曲「八木節の主題によるラプソディー」もある[25]。

解散した合唱団
- 栃木少年合唱団（栃木市）- 1962年（昭和37年）創立。宇都宮少年合唱隊と同様に、ウィーン少年合唱団の来日公演を契機に、少年合唱団として結成されたが、団員減少などにより2009年に解散、47年の歴史に幕を閉じた。創立から解散まで男子児童のみの合唱団であった。

活動状況不明
- 喜連川少年少女合唱団（さくら市）- 塩谷郡喜連川町で結成（創立年不明）。2018年時点で活動しており、同年6月に道の駅きつれがわで演奏会を行い、同年11月には氏家少年少女合唱団（旧塩谷郡氏家町、2005年に合併してさくら市となる）と合同演奏会を行っている。